# Magnus Krepper

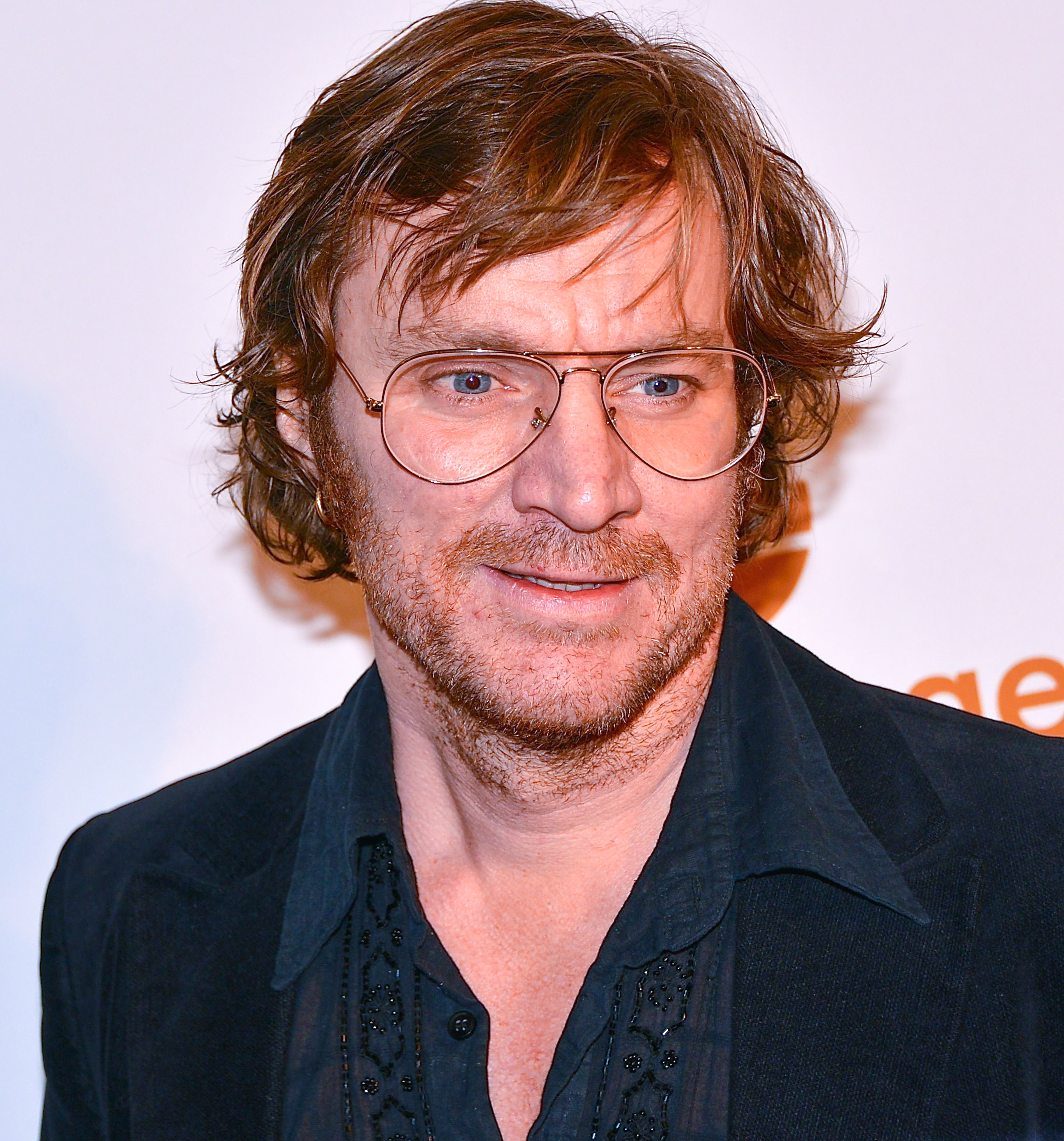
Magnus Krepper (2013)

Rolf Magnus Krepper (* 10. Januar 1967 in Norrköping, Schweden) ist ein schwedischer Schauspieler und Tänzer.

## Leben
Rolf Magnus Krepper begann im Alter von zwölf Jahren mit der Zauberei und ließ sich von 1987 bis 1990 an der Ballettakademie in Göteborg zum Tänzer ausbilden. Anschließend arbeitete er mehrere Jahre als Clown und als freier Tänzer, unter anderem am Stora Teatern. Von 1994 bis 1998 studierte er Schauspiel an der Teaterhögskolan in Stockholm, wonach ein Theaterengagement am Königlichen Dramatischen Theater folgte.
Bereits während des Studiums spielte Krepper beim schwedischen Fernsehen. Ab Ende der 1990er Jahre war er vermehrt in Fernsehserien und beim Spielfilm zu sehen. So hatte er als Holmlund in der von Daniel Lind Lagerlöf inszenierten Komödie Der Weg nach draußen seine erste größere Rolle auf der Leinwand. Für seine Darstellung des Morgan in Björn Runges Drama Mun mot mun wurde Krepper 2006 mit dem schwedischen Filmpreis Guldbagge als Bester Nebendarsteller ausgezeichnet.
Krepper ist mütterlicherseits mit dem schwedischen Schauspieler Edvin Adolphson (1893–1979) verwandt.

## Filmografie (Auswahl)
- 1999: Der Weg nach draußen (Vägen ut)
- 1999: Stora & små mirakel (Kurzfilm)
- 2000: Håkan Nesser – Das grobmaschige Netz (Det grovmaskiga nätet)
- 2001: So weiß wie im Schnee (Så vit som en snö)
- 2003: Misa Mi – Freundin der Wölfe (Misa Mi)
- 2003: Morgengrauen (Om jag vänder mig om)
- 2003: Simon Löwenstark (Lejontämjaren)
- 2005: Mun mot mun
- 2009: Der Kommissar und das Meer – Der sterbende Dandy
- 2009: Verdammnis (Flickan som lekte med elden)
- 2009: Vergebung (Luftslottet som sprängdes)
- 2009: Verdict Revised – Unschuldig verurteilt (Oskyldigt dömt), Fernsehserie, 1 Folge
- 2010: Kennedys Hirn
- 2010: Kommissar Winter (Kommissarie Winter), Fernsehserie, 8 Folgen
- 2011: Die Brücke – Transit in den Tod (Bron), Fernsehserie, 7 Folgen
- 2011: Tatort: Borowski und der coole Hund
- 2012: Ein Fall für Annika Bengtzon – Kalter Süden (Annika Bengtzon – En plats i solen)
- 2012: Call Girl
- 2014: Gentlemen
- 2015: Der Kommissar und das Meer – Wilde Nächte
- 2016: Unter anderen Umständen – Das Versprechen
- 2016: A Cure for Wellness
- 2017: Der Kommissar und das Kind (Fernsehfilm)
- 2017: Unter anderen Umständen – Liebesrausch
- 2018: Astrid (Unga Astrid)
- 2019: Königin (Dronningen)
- 2020: Wenn die Stille einkehrt (Når støvet har lagt sig, Fernsehserie, sechs Folgen)
- 2021: Der Kommissar und das Meer – Woher wir kommen, wohin wir gehen
- 2021: Der unwahrscheinliche Mörder (Den osannolika mördaren, Fernsehserie)
- 2021: Die Königin des Nordens (Margrete den første)
- 2021: Winterbucht (Vinterviken)
- 2023: Blackwater – Im Schatten der Vergangenheit (Händelser vid vatten, Fernsehserie, 6 Folgen)
- 2023: King’s Land (Bastarden)
- 2024: Jakt